# Lípy

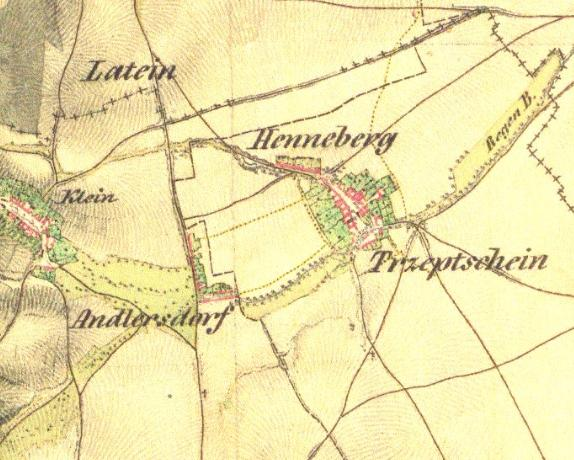
Ausschnitt aus der Karte der 2. Militärgeographischen Landesaufnahme

Lípy, bis 1958 Andlerka, volkstümlich Ples (deutsch Andlersdorf, auch Antlersdorf) ist ein Ortsteil der Gemeinde Slatinice in Tschechien. Er liegt 13 Kilometer südwestlich von Olomouc und gehört zum Okres Olomouc.

## Geographie
Lípy befindet sich am Fuße der Zábřežská vrchovina in der Obermährischen Senke (Hornomoravský úval). Das Dorf liegt im Tal des Baches Deštná. Westlich erhebt sich der Velký Kosíř (442 m) und im Nordwesten der Malý Kosíř (316 m). Südöstlich des Dorfes verläuft die Bahnstrecke Červenka – Prostějov, die nächste Bahnstation ist Třebčín.
Nachbarorte sind Slatinice im Norden, Heneberk im Nordosten, Třebčín im Osten, Olšany u Prostějova im Südosten, Kaple im Süden, Slatinky im Westen sowie Lhota pod Kosířem und Kníničky im Nordwesten.

## Geschichte
Im Jahre 1786 ließ der Besitzer der Allodialherrschaft Chudwein (Chudobín) und des zugehörigen Gutes Lautschan, Philipp Graf von Andlern-Witten, den bei Klein Latein gelegenen herrschaftlichen Hof parzellieren und eine Familiantenkolonie anlegen. Diese wurde nach ihrem Gründer als Andlersdorf benannt. Die Matriken werden seit 1787 in Latein geführt. Seit 1793 wurde auch der tschechische Name Andlerowawes verwendet. Zu dieser Zeit bestand der Ort aus elf Häusern und hatte 52 Einwohner. Die deutsche Namensform Antlersdorf wurde ab 1798 bis zum Ende der Monarchie gebraucht. Ein Kuriosum ist, dass die Ansiedlung in den Grundbüchern aus dem 19. Jahrhundert nicht unter ihren amtlichen Namen, sondern als Ples geführt wurde. Der tschechische Name Andlerka wird seit 1839 verwendet. 1828 errichtete der Müller Josef Vondra aus Býškovice eine Windmühle. Bis zur Mitte des 19. Jahrhunderts blieb das Dorf immer nach Lautschan untertänig.
Nach der Aufhebung der Patrimonialherrschaften bildete Andlerka/Andlersdorf ab 1850 eine Gemeinde in der Bezirkshauptmannschaft Prossnitz. Die Windmühle in der Einöde Větřák wurde 1887 bei einem Unwetter umgeworfen. Im Jahre 1930 war die Gemeinde auf 478 Einwohner angewachsen. Die meisten der Einwohner lebten von der Heimarbeit als Schneider für die Prossnitzer Konfektionsindustrie, die Erwerbslandwirte waren in der Minderzahl. 1958 erfolgte die Umbenennung in Lípy. Im Jahre 1960 wurde der Ort dem Okres Olomouc zugeordnet und 1980 nach Slatinice eingemeindet. Im Jahre 1991 hatte das Dorf 341 Einwohner. Beim Zensus von 2001 lebten in den 128 Wohnhäusern von Lípy 350 Personen.

## Sehenswürdigkeiten

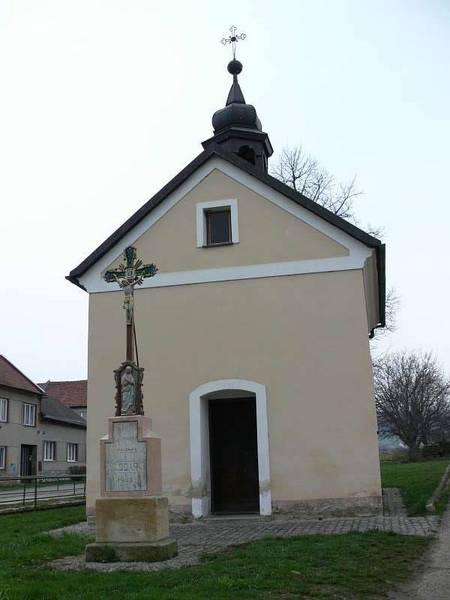
Kapelle in Lípy

- Kapelle der Kreuzfindung, erbaut 1858